# Контрада Канелаца
Контрада Канелаца је насеље у Италији у округу Сиракуза, региону Сицилија.
Према процени из 2011. у насељу је живело 128 становника. Насеље се налази на надморској висини од 61 м.